# Vũ Duy Hiệu
Vũ Duy Hiệu (1910–2012) nhà cách mạng và chính khách Việt Nam, Chủ tịch Ủy ban Hành chính và Bí thư tỉnh ủy Hải Dương, Phó Tổng Giám đốc Ngân hàng Nhà nước, Phó ban Tài mậu Trung ương Đảng.
Ông quê tại xã Vĩnh Tuy, huyện Bình Giang, tỉnh Hải Dương. Mẹ ông gốc nhà khá giả, được gả cho cha ông vốn là một tá điền trong vùng. Các anh em của ông đều tham gia cách mạng và nắm giữ các cương vị cao trong hàng ngũ cách mạng như Vũ Oanh, Vũ Duy Quất.
Ông tham gia cách mạng trước 1930, sau năm 1945 được giao những cương vị quan trọng: Chủ tịch Ủy ban Hành chính tỉnh Hải Dương (tháng 8 năm 1945 – 6 năm 1946); Bí thư Tỉnh ủy Thái Bình (tháng 7 năm 1946 – 3 năm 1947); Bí thư Tỉnh ủy Hải Dương (tháng 4 năm 1947 – 7 năm 1948); Phó Chủ tịch Ủy ban Kháng chiến Hành chính Liên khu 3 (tháng 8 năm 1948 – 4 năm 1951, được thay bởi Đỗ Mười); Giám đốc Vụ Nghiệp vụ Ngân hàng Trung ương (tháng 5 năm 1951 – 4 năm 1958); Phó Tổng Giám đốc (nay là Phó Thống đốc) Ngân hàng Nhà nước (tháng 5 năm 1958 – 10 năm 1977), Phó ban Tài mậu Trung ương Đảng.
Trong quá trình hoạt động và công tác, ông đã được Đảng và Nhà nước trao tặng Huân chương kháng chiến chống Pháp hạng Nhất, Huân chương kháng chiến chống Mỹ hạng Nhất, Huy hiệu 60 năm tuổi Đảng, Huy chương "Vì sự nghiệp Ngân hàng" và nhiều bằng khen, giấy khen khác.
Ông mất ngày 23 năm 02 năm 2012 tại Hà Nội, thọ 103 tuổi.